# 方志宏
方志宏（1960年6月—），安徽桐城人，汉族，中国共产党党员。中华人民共和国政治人物、第十三届全国人民代表大会安徽地区代表。

## 生平
2016年3月，担任安徽省水利局局长。2018年2月24日，当选为第十三届全国人大代表。